# Powiem wam jak zginął
Powiem wam jak zginął – powieść Joe Alexa (właśc. Macieja Słomczyńskiego), wydana po raz pierwszy w 1959 roku.

## Opis fabuły
Joe Alex odwiedza na wsi swojego dawnego przyjaciela Iana Drummonda, słynnego chemika. Na prośbę Bena Parkera ma tam nie tylko spędzać przyjemne chwile, lecz także uważnie obserwować dom i okolice. Powodem jest anonim, w którym 'życzliwy' zawiadamia Scotland Yard o zagrożeniu wiszącym nad Sunshine Manor i jego mieszkańcami. Czujność detektywa nie na wiele się zdaje – pewnej nocy jego przyjaciel zostaje zasztyletowany. Joe musi wśród niewielkiej grupki osób wskazać mordercę, w czym pomaga mu Ben Parker oraz fragment sztuki Ajschylosa.

## Motto
Oto jestem. Zadany cios i czyn spełniony.

Otwarcie i bez lęku powiem wam, jak zginął.

Otuliłam go płótna płachtą, mocno tkaną,

Jak siecią. Nie mógł uciec ani się uchylić

Przed ciosem. Uderzyłam raz po raz, dwukrotnie,

A on krzyknął dwa razy i upadł nieżywy.

A gdy leżał, zadałam trzeci cios: ofiarny,

w podzięce Zeusowi, władcy państwa zmarłych…

Tak oto padł i zginął. Wówczas dusza jego

Ustami wypłynęła razem z krwi strumieniem

tak silnym, że mnie całą skropił jak deszcz czarny.

I wstrząsnęła mną rozkosz jak ziemią po deszczu,

Gdy czuje nabrzmiewanie kiełkujących nasion
Ajschylos, Oresteja.